# Nipponaetes haeussleri
Nipponaetes haeussleri är en stekelart som först beskrevs av Tohru Uchida 1933.  Nipponaetes haeussleri ingår i släktet Nipponaetes och familjen brokparasitsteklar. Inga underarter finns listade i Catalogue of Life.